# Luiz Carlos Pires Fernandes
Luiz Carlos Pires Fernandes (? - Rio de Janeiro, 13 de agosto de 2013) foi um cineasta, diretor e produtor de cinema e de televisão brasileiro.

## Carreira
Fernandes começou sua carreira em 1964 na extinta TV Tupi. Nos anos 1960, produziu diversos filmes importantes, como A Hora e a Vez de Augusto Matraga, de Roberto Santos, Todas as Mulheres do Mundo, de Domingos de Oliveira e Garota de Ipanema, de Leon Hirszman. Por causa da Ditadura militar brasileira, saiu do Brasil em 1970 se exilando no Chile, onde acabou sendo preso e mantido em cárcere no Estádio Nacional de Chile.
Quando voltou ao Brasil, trabalhou na Rede Globo e na TV Educativa do Rio de Janeiro (hoje TVE Brasil). Nos anos 1980, participou da criação e implantação da antiga TV Minas (hoje TV Leste). Na mesma emissora, seria também diretor de programação a partir de 1996. Na Rede Minas, ajudou na criação e implantação dos programas Alto Falante, Palavra Cruzada e Especial Rede Minas. Terminou sua carreira, na TV Brasil dirigindo os programas Musicograma e Conversa Afinada.

## Filmografia parcial
- 1966 - A Hora e a Vez de Augusto Matraga
- 1967 - Todas as Mulheres do Mundo
- 1967 - Garota de Ipanema
- 1971 - Bang Bang